# Platylabus arizonae
Platylabus arizonae là một loài tò vò trong họ Ichneumonidae.